# Ozoroa stenophylla
Ozoroa stenophylla är en sumakväxtart som först beskrevs av Engl. & Gilg, och fick sitt nu gällande namn av R. & A. Fernandes. Ozoroa stenophylla ingår i släktet Ozoroa och familjen sumakväxter. Inga underarter finns listade i Catalogue of Life.